# Ingenui
Ingenui o ingenuitas (en singular: ingenuus, traducido en español como ingenuo), era el término legal de la Antigua Roma que identificaba a los hombres que nacían libres, para distinguirlos , por ejemplo, de los libertos, que eran hombres libres pero que habían sido, alguna vez, esclavos.

## Historia
En la Antigua Roma, los hombres libres podían ser ingenui o libertini. El término ingenui (ingenuo) señalaba a los hombres libres que habían nacido libres. Los libertini eran los hombres que habían sido manumitidos de la esclavitud legal. Aunque los libertos no eran ingenui, los hijos de los libertini sí lo eran. Un libertinus no podía llegar a ser  ingenuus por adopción.
Si una esclava (ancilla) estaba embarazada y era manumitida antes de dar a luz, el niño nacía libre y, por tanto, ingenuus. En otros casos, también la ley favorecía la pretensión de un nacimiento libre y, en consecuencia, de ingenuitas. Si la ingenuitas de un hombre estaba en cuestión, había un judicium ingenuitatis, que era un tribunal responsable de determinar el estatus de los derechos de patronazgo.
Los términos "ingenuus" y "libertinus" a menudo se oponen entre sí y el título de hombre libre (liber), que comprendería a libertinus, a veces limitado por la adición de ingenuus. Según Cincio, en su trabajo sobre las Comitia, citado por Festo, aquellos que en su época fueron llamados ingenui, originalmente fueron llamados patricii, lo que es interpretado por algunos eruditos como Carl Wilhelm Göttling, en el sentido de que los gentiles (de gens) originalmente también eran llamados ingenui, una interpretación que es objeto de alguna controversia.
Otros consideran que el significado del pasaje es el siguiente: originalmente, el nombre ingenuus no existía, pues la palabra patricius era suficiente para identificar un ciudadano romano por nacimiento. Esta observación luego se refiere a una época en la que no había otros ciudadanos romanos que los patricii; y la definición de ingenuus, si hubiera estado entonces en uso, habría sido una definición suficiente de patricius. Sin embargo, la palabra ingenuus se introdujo, en el sentido aquí expresado, en un momento posterior, y con el propósito de indicar un ciudadano por nacimiento, simplemente como tal. Así, en el discurso de Apio Claudio Craso, contrasta con las personas de ascendencia patricia, "Unus Quiritium quilibet, duobus ingenuis ortus". Además, la definición de gentilis de Scaevola muestra que un hombre puede ser ingenuus y, sin embargo, no ser gentilis, porque podría ser el hijo de un liberto. Esto es consistente con Tito Livio. Si Cincio pretendía que su proposición fuera tan completa como los términos nos permitan tomarla, la proposición es la siguiente: Todos (ahora) los ingenui comprenden todos (entonces) los patricii, lo cual es falso.
Durante el imperio, ingenuitas, o jura ingenuitatis, podían ser adquiridos por el favor imperial; es decir, una persona, no ingenuus de nacimiento, podría serlo por el poder soberano. Un liberto que había obtenido el Jus Annulorum Aureorum era considerado ingenuus; pero esto no interfirió con los derechos de patronazgo. El natalibus restitutio era un decreto por el que el princeps otorgaba a un libertinus los derechos y el estatus de ingenuus, una forma de proceder que involucraba la teoría de la libertad original de toda la humanidad, pues el libertinus fue restaurado, no por el estado en el que había nacido, sino por su supuesto estado original de libertad. En este caso, el patrón perdió sus derechos patronales por una consecuencia necesaria, si la ficción iba a tener su efecto completo. Parece que las preguntas sobre las ingenuitas de un hombre eran comunes en Roma, lo que no es de extrañar, si tenemos en cuenta que en ello estaban implicados derechos patronales.
Cuando los hijos de los libertos pasaban a ser ingenui, si llegaban a tener el patrimonio necesario, podían ingresar en la nobleza ecuestre, cuyos ideales y formas de vida generalmente adoptaban.